# Бруно Кверфуртський
Бру́но Кве́рфуртський (нім. Bruno von Querfurt, 974, Кверфурт, Саксонія-Ангальт — 14 лютого або 9 березня 1009, на кордоні Пруссії й Київської Русі) — святий-мученик, місійний єпископ, апостол Пруссії та Померанії, граф, капелан у Священній Римській імперії. Монашеське ім'я — Боніфацій.

## Життєпис
Бруно народився в заможній родині графів Кверфуртських (Тюрингія). Навчався в знаменитій магдебурзькій школі, що була заснована архієпископом Адальбертом Магдебурзьким, після завершення навчання залишився служити в місті Магдебурзі.
У 996⁣–⁣997 рр. супроводжував Оттона III в Рим, захопився аскетизмом, постригся у монахи.
У 998⁣–⁣1002 рр. жив у бенедиктинському монастирі св. Олексія на пагорбі Авентин, потім, під керівництвом абата Ромуальда в монастирі біля Равенни.
У 1004 р. Бруно висвячено в архієпископи. А оскільки він захоплювався місіонерською діяльністю, Папа Римський Сильвестр II зробив його архієпископом для язичників (лат. archiepiscopus gentium, тобто місіонером, що не мав визначеного диоцезу).
У 1004 р. Бруно спробував у Мерзебурзі спонукати Генріха II до хрестового походу проти пруссів, очолював місії до пруссів. Проповідував в Угорщині, очолював місію серед «чорних угрів» Трансільванії, що залишались язичниками).
У 1007 р. Бруно Кверфуртський відвідав Київську Русь, зустрівся з Володимиром Святославичем і з його участю охрестив частину печенігів, висвятив для них єпископа (вочевидь, за допомогою руських ієрархів). Доля цієї єпархії невідома, мабуть, вона була недовготривалою.
У 1008 р. Бруно прибув до Польщі, звідти відправив міссал до Швеції. Написані в Польщі послання Бруно королеві Німеччини відносяться до поодиноких згадок сучасників про князя Володимира Святославича і князя Польщі Болеслава I Хороброго.
Восени 1008 р. чи зимою 1008–1009 рр. Бруно з 18 супутниками відбув проповідувати серед пруссів, де спочатку йому вдалось хрестити місцевого короля Нетимера і декого із його свити. Проте невдовзі після цього 14 лютого 1009 р. Бруно відрубали голову, а 17 із 18 його супутників повісили за наказом одного із васалів Нетимера; згідно з Магдебурзькими хроніками (бл. 1170 р.) та іншими джерелами, це відбулось на місці сполучення кордонів Пруссії, Київської Русі та Литовського князівства.

## Наукова робота
Бруно Кверфуртський вивчив факти вбивства святого Адальберта Празького, котрий загинув, як і сам Бруно, від рук прусів у 997 році, а також — про п'ять його духовних братів з монастиря, які загинули в 1001 р., і оповів про ці події у творі «Житіє п'яти братів» і «Муки святого Адальберта»; він автор «Житія святого Адальберта-Войтеха єпископа Празького» та послання до німецького короля Генріха II (де надав опис свого перебування при дворі Великого князя Київського Володимира Святославича та християнську місію серед печенігів). Іншим відомим біографом Адальберта і його сучасником був монах-бенедиктинець Іоанн Канапаріус.

## Церковне значення
Бруно канонізували близько 1025 року, а 15 жовтня в Католицькій церкві є днем пам'яті цього святого.